# Heddle’s Farm
Die Heddle's Farm ist (oder war) ein Nationaldenkmal des afrikanischen Staates Sierra Leone. Das historische Farmhaus befindet sich an der Leicester Road in der Hauptstadt Freetown. Es ist weitestgehend zerstört (Stand 2007) und nur das Fundament sowie die Gartenanlage ist erhalten.

## Geschichte
Das 1820 errichtete Haus wurde wohn zahlreichen bekannten Persönlichkeiten bewohnt, ehe es 1859 an Charles William Maxwell Heddle (1812–1889) verkauft wurde. Heddle war zu der Zeit einer der größten Erdnusshändler der Welt. Das Haus diente ab 1878, nach dem Verkauf an den Staat, als Sitz des Gouverneurs von Sierra Leone und hochrangiger Richter. Zuletzt war es in Besitz des Ministeriums für Land- und Forstwirtschaft. Dieses setzte sich auch für den Erhalt der Gärten ums Haus ein. Im Laufe der 1960er Jahre wurde es Teil des Botanischen Gartens des Fourah Bay College.